# HAT-P-6
HAT-P-6は、アンドロメダ座の方角に約905光年の距離にある恒星である。F型主系列星で、太陽よりも熱く重い。明るさは10.5等級で、見るには望遠鏡が必要となる。絶対等級は3.36であり、太陽の4.83よりも明るい。
| 太陽 | HAT-P-6   |
| ---- | --------- |
| 太陽 | Exoplanet |

## 惑星系
HAT-P-6の周囲を公転する太陽系外惑星HAT-P-6bの発見が、2007年10月15日に発表された。この惑星の質量は木星の1.32倍、半径は木星の1.48倍と推定され、そこから計算される密度は0.54 g/cm3である。密度が小さいのは、軌道長半径が0.05auと親星に近く、親星からの熱を受けて大気が膨張し、ホットジュピターになっているからである。軌道周期は3.853日で、軌道傾斜角85.51°の軌道で公転する。
| 名称 （恒星に近い順） | 質量           | 軌道長半径 （天文単位） | 公転周期 (日)      | 軌道離心率 | 軌道傾斜角    | 半径           |
| --------------------- | -------------- | ----------------------- | ------------------ | ---------- | ------------- | -------------- |
| b (Nachtwacht)        | 1.32 ± 0.30 MJ | 0.05235 ± 0.00087       | 3.852980 ± 5 ×10−6 | 0.0        | 85.51 ± 0.35° | 1.48 ± 0.15 RJ |

## 名称
2019年、世界中の全ての国または地域に1つの系外惑星系を命名する機会を提供する「IAU100 Name ExoWorldsプロジェクト」において、HAT-P-6 はオランダに割り当てられる系外惑星系となった。このプロジェクトは、「国際天文学連合100周年事業」の一環として計画されたイベントの1つで、オランダ国内での選考、国際天文学連合 (IAU) への提案を経て太陽系外惑星とその主星に固有名が承認されるものであった。2019年12月17日、IAUから最終結果が公表され、HAT-P-6はSterrennacht、HAT-P-6 bはNachtwachtと命名された。これらはいずれもオランダの絵画の巨匠の名作に由来して名付けられており、Sterrennacht はフィンセント・ファン・ゴッホの「星月夜 (De sterrennacht)」に、Nachtwacht はレンブラント・ファン・レインの「フランス・バニング・コック隊長とウィレム・ファン・ライテンブルフ副隊長の市民隊 (De compagnie van kapitein Frans Banning Cocq en luitenant Willem van Ruytenburgh)」の通称「夜警 (De Nachtwacht)」に、それぞれちなんで名付けられた。